# UD Almería
Unión Deportiva Almería är en spansk fotbollsklubb från Almería. Klubben grundades 1989 som Almería Club de Futbol (Almería CF), men bytte 2001 namn till nuvarande Unión Deportiva Almería. Klubben spelar från och med säsongen 2022/2023 i La Liga.
Hemmamatcherna spelas på Estadio del Mediterráneo, som har plats för 15 000 åskådare.
Eritreanske Henok Goitom spelade 2009–2012 för Almería och gjorde 8 mål på 78 matcher.

## Meriter
- 6 säsonger i Primera División (2007/08, 2008/09, 2009/10, 2010/11, 2013/14, 2014/15)
- 10 säsonger i Segunda División (1995/96, 1996/97, 2002/03, 2003/04, 2004/05, 2005/06, 2006/07, 2011/12, 2012/13, 2015/16)
- 6 säsonger i Segunda División B (1993/94, 1994/95, 1997/98, 1998/99, 2000/01, 2001/02)
- 2 säsonger i Tercera División (1992/93, 1999/2000)

## Placering senaste säsonger
| Säsong  | Nivå | Liga      | Placering | Referens | Notering                |
| ------- | ---- | --------- | --------- | -------- | ----------------------- |
| 2016/17 | 2    | La Liga 2 | 15        | [ 1 ]    |                         |
| 2017/18 | 2    | La Liga 2 | 18        | [ 2 ]    |                         |
| 2018/19 | 2    | La Liga 2 | 15        | [ 3 ]    |                         |
| 2019/20 | 2    | La Liga 2 | 4         | [ 4 ]    |                         |
| 2020/21 | 2    | La Liga 2 | 4         | [ 5 ]    |                         |
| 2021/22 | 2    | La Liga 2 | 1         | [ 6 ]    | Uppflyttad till La Liga |
|         |      |           |           |          |                         |
| 2022/23 | 1    | La Liga   |           | [ 7 ]    |                         |